# Paralentula marcida
Paralentula marcida är en insektsart som beskrevs av Rehn, J.A.G. 1944. Paralentula marcida ingår i släktet Paralentula och familjen Lentulidae. Inga underarter finns listade i Catalogue of Life.